# Обозный великий литовский
Обо́зный великий литовский — должность в войске Речи Посполитой (в том числе в Великом княжестве Литовском), обозный великий обозный занимался поиском места для лагеря, его укреплением, расквартированием войск.

## Описание
Должность введена в 1633 году. На Сейме 1717 года было установлено жалование в размере 15000 злотых. Когда должность великого обозного стала дигниторской (почётной, то есть номинальной) его функции перенял польный (войсковый) обозный, которых могло быть несколько (обычно 2). В XVIII веке должность обозного польного также стала дигниторской. Обозные назначались гетманами, с 1768 года — пожизненно. В XVIII веке существовали также поветовые обозные.

## Известные Обозные великие литовские
| Дата принятия должности | Дата составления должности либо смерти | Лицо                                                                    | Изображение | Примечания                                                                 |
| ----------------------- | -------------------------------------- | ----------------------------------------------------------------------- | ----------- | -------------------------------------------------------------------------- |
| 10 марта 1633           | 1638                                   | Павел Петр Тризно «(Paweł Piotr Tryzna)»                                |             | Позже Подстолий великий литовский                                          |
| февраль 1638            | 29 апреля 1645                         | Сапега, Павел Ян «(Paweł Jan Sapieha)»                                  |             | Позже Подстолий великий литовский                                          |
| 20 апреля 1645          | 1649                                   | Осинский, Самуил «(Samuel Osiński)»                                     |             |                                                                            |
| 1649                    | 30 марта 1654                          | Сапега, Томаш Казимир «(Tomasz Kazimierz Sapieha)                       |             |                                                                            |
| 3 апреля 1654           | 20 октября 1659                        | Коморовский, Самуил »(Samuel Aleksander Komorowski)"                    |             |                                                                            |
| 29 октября 1659         | декабрь 1663                           | Пац, Михаил Казимир «(Michał Kazimierz Pac)»                            |             | Позже Воевода смоленский и Гетман польный литовский                        |
| январь 1664             | 1675                                   | Цехановецкий, Альбрехт Константин "(Albrecht Konstanty Ciechanowieck) « |             |                                                                            |
| январь 1676             | 1678                                   | Пац, Бонифаций Теофил »(Bonifacy Teofil Pac)                            |             |                                                                            |
| 1678                    | 1691                                   | Ежи Кароль Ходкевич «(Jerzy Karol Chodkiewicz) „                        |             |                                                                            |
| 1692                    | 1707                                   | Ян Казимир Волович “(Jan Kazimierz Wołłowicz)»                          |             |                                                                            |
| 1709                    | 1715                                   | Михал Халецкий «(Michał Chalecki)»                                      |             |                                                                            |
| 19 сентября 1715        | 4 июня 1729                            | Поцей, Антоний «(Antoni Pociej)»                                        |             | Позже Великий стражник литовский                                           |
| 6 июня 1729             | 19 сентября 1744                       | Огинский, Игнацы «(Ignacy Ogiński)»                                     |             | Позже Маршалок надворный литовский                                         |
| 19 сентября 1744        | 26 ноября 1748                         | Поцей, Людвик (ум. 1771) «(Ludwik Pociej)»                              |             | Позже Великий стражник литовский                                           |
| 26 ноября 1748          | 30 сентября 1750                       | Александр Михал Сапега «(Aleksander Michał Sapieha)»                    |             | Позже Подскарбий дворный литовский                                         |
| 30 сентября 1750        | 23 октября 1752                        | Казимир Масальский «(Kazimierz Massalski)»                              |             | поступил на большого подчашего литовского                                  |
| 23 октября 1752         | 7 января 1771                          | Поцей, Леонард «(Leonard Pociej)»                                       |             | Позже Великий стражник литовский                                           |
| 8 января 1771           | 27 апреля 1773                         | Мошинский, Фредерик Юзеф "(Fryderyk Józef Moszyński) "                  |             | Позже Референдарий великий литовский                                       |
| 27 апреля 1773          | 9 марта 1774                           | Скумин-Тышкевич, Александр "(Aleksander Tyszkiewicz) "                  |             | Позже Писарь великий литовский                                             |
| март 1774               | 1774                                   | Гелгуд, Антоний Онуфрий «(Antoni Onufry Giełgud) „                      |             | Позже Великий стражник литовский                                           |
| 2 декабря 1774          | 14 июля 1776                           | Юдицкий, Юзеф “(Józef Judycki)»                                         |             | Позже Великий стражник литовский                                           |
| 14 июля 1776            | 1781                                   | Михаил Лопот «(Michał Łopot)»                                           |             | отказался от должности                                                     |
| 12 января 1781          | 1787                                   | Борх, Михаил Иванович «(Michał Jan Borch)»                              |             | Позже Воевода Белзский                                                     |
| 22 января 1787          | 1793                                   | Прозор, Кароль «(Karol Prozor)»                                         |             | отказался от должности                                                     |
| 1793                    | 1795                                   | Поцей, Александр Михаил «(Aleksander Michał Pociej)»                    |             | оставил правительство в связи с прекращением существования Речи Посполитой |